# Nacionalistas Vascos
Nacionalistas Vascos fue el nombre adoptado por una coalición electoral que se presentó por la merindad de Pamplona en las elecciones al Parlamento Foral de Navarra (España) celebradas el 3 de abril de 1979. Estaba integrada por el Partido Nacionalista Vasco (PNV), Euskadiko Ezkerra (EE), Euskal Sozialistak Elkartzeko Indarra (ESEI) y el Partido del Trabajo de España (PTE). 
Su cabeza de lista era el miembro del PNV Manuel de Irujo. Obtuvieron 12 845 votos (5,06 %) y tres escaños (todos del PNV). Después del fallecimiento de Manuel de Irujo en 1981, su escaño sería ocupado por José Fermín Arraiza Rodríguez-Monte, de EE.